# 刘昌明
刘昌明（1934年5月10日—），男，湖南长沙人，中国水文水资源学家，中国科学院地理研究所研究员、石家庄农业现代化研究所所长，北京师范大学资源与环境学院院长，中国科学院院士。

## 生平
1956年毕业于西北大学。1995年当选为中国科学院院士。